# Plaza de toros di Valencia
La Plaza de toros di Valencia è un'arena per le corride che si trova a Valencia e che è stata costruita fra il 1850 e il 1860, dall'architetto Sebastian Monleon in stile neoclassico. 
La costruzione si ispira all'architettura romana e in particolar modo al Colosseo o all'Anfiteatro di Nîmes. 
La piazza ha una base poligonale, con 48 facce ed è stata costruita sulla base di un anello interno all'arena di 52 m di diametro.